# Riaucourt
Riaucourt é uma comuna francesa na região administrativa de Grande Leste, no departamento de Haute-Marne. Estende-se por uma área de 10,71 km². Em 2010 a comuna tinha 484 habitantes (densidade: 45,2 hab./km²).